# Triángulo extratangente

El triángulo extratangente (△T_{A} T_{B} T_{C}, en color rojo) y el punto de Nagel (N, en azul) de un triángulo (△ABC, en color negro). Los círculos anaranjados son las circunferencias exinscritas del triángulo.

En geometría, el triángulo extratangente de un triángulo se forma al unir los puntos en los que las tres circunferencias exinscritas son tangentes al triángulo.

## Coordenadas
Los vértices del triángulo extratangentes se dan en coordenadas trilineales por:
{\displaystyle T_{A}=0:\csc ^{2}{\left(B/2\right)}:\csc ^{2}{\left(C/2\right)}}
{\displaystyle T_{B}=\csc ^{2}{\left(A/2\right)}:0:\csc ^{2}{\left(C/2\right)}}
{\displaystyle T_{C}=\csc ^{2}{\left(A/2\right)}:\csc ^{2}{\left(B/2\right)}:0}
o equivalentemente, siendo a, b, c las longitudes de los lados opuestos a los ángulos A, B, C respectivamente,
{\displaystyle T_{A}=0:{\frac {a-b+c}{b}}:{\frac {a+b-c}{c}}}
{\displaystyle T_{B}={\frac {-a+b+c}{a}}:0:{\frac {a+b-c}{c}}}
{\displaystyle T_{C}={\frac {-a+b+c}{a}}:{\frac {a-b+c}{b}}:0.}

## Figuras relacionadas
Las divisorias del triángulo son rectas que conectan los vértices del triángulo original con los vértices correspondientes del triángulo extratangente; que bisecan el perímetro del triángulo y se encuentran en el punto de Nagel. Este punto figura en color azul y está marcado como "N" en el diagrama.
La inelipse de Mandart es tangente a los lados del triángulo de referencia en los tres vértices del triángulo extratangente.

## Área
El área del triángulo extratangente,{\displaystyle K_{T}}, viene dada por:
{\displaystyle K_{T}=K{\frac {2r^{2}s}{abc}}}
donde {\displaystyle K}, {\displaystyle r} y {\displaystyle s} son el área, el radio de la circunferencia exinscrita y el semiperímetro del triángulo original, y {\displaystyle a}, {\displaystyle b}, y {\displaystyle c} son las longitudes de los lados del triángulo original.
Es la misma área que la del triángulo de las tangentes del incentro.